# Probstzella
Probstzella település Németországban, azon belül Türingiában. Lakosainak száma 2711 fő (2023. december 31.).

## Népesség
A település népességének változása:
| Lakosok száma | 2904 | 2870 | 2753 | 2721 | 2711 |
|               | 2017 | 2019 | 2021 | 2022 | 2023 |